# Alsophila mexiae
Alsophila mexiae là một loài dương xỉ trong họ Cyatheaceae. Loài này được C.Chr. mô tả khoa học đầu tiên năm 1934.